# 永原さくら
永原 さくら（ながはら さくら、1989年3月16日 - ）は、日本の作詞家。愛知県名古屋市出身。

## 概要
- 2008年にw-inds.「One Love」への歌詞提供でデビュー。
- 2011年よりPCゲームブランドオーガスト専属の音楽制作プロジェクトActive Planetsに参加している。

## 作詞作品

### アーティスト
- w-inds.「One Love」「Stay」（2008年）（with飯田哲也）
- オリビア「ゆめみるフラッター」（2012年）
- 西沢はぐみ「Hug Me In!」（2013年）「ユトロギー」（2014年）

### テレビドラマ
- 『鉄道むすめ〜Girls be ambitious!〜』（2008年）
  - 第5話・第6話 「夢の欠片」 - 歌/Ceui
  - 第11話・第12話 「ススメ。」 - 歌/神宮寺結子

### テレビアニメ
- 『大図書館の羊飼い』（2014年）
  - オープニングテーマ「On my Sheep」 - 歌/中恵光城
  - エンディングテーマ「青空とグリーンベルト」 - 歌/西沢はぐみ

### ゲーム
- 恋愛アドベンチャーゲーム『君と一緒に』（2011年）
  - 主題歌「Be with You」- 歌/原田泰子（CV: 中原麻衣）

- PCゲーム『穢翼のユースティア』（2011年）
  - キャラクターソング
    - 「空種-そらたね-」-歌/ユースティア・アストレア（CV:南條愛乃）
    - 「misty light」-歌/フィオネ・シルヴァリア（CV:斎藤佑圭）
    - 「HIKARIのノクターン」-歌/St.IRENE，LAVRIA（CV:岡嶋妙）（CV:種﨑敦美））
    - 「Buds Crown」-歌/LICIA（CV:中村繪里子）
    - 「冷花」-歌/CAIM（CV:近藤隆）
    - 「Melt Drops」-歌/CAIM,EUSTIA（CV:近藤隆）（CV:南條愛乃）
- PSPゲーム『GIFT～prism～』（2012年） 
  - 主題歌「Rainbow happiness!」-歌/佐咲紗花
- PS3ゲーム『たっち、しよっ！～Love Application～』（2012年）
  - キャラクターソング
    - 「Festival morning」 -歌/相葉皐月（CV:後藤邑子）
    - 「Shot you!」 -歌/東雲真憂（CV:福圓美里）
    - 「ふりー☆すたいる」 -歌/滝川葵（CV:井上麻里奈）
- PCゲーム『大図書館の羊飼い』（2013年）
  - イメージテーマソング「ストレイトシープ」-歌/Ceui-セイ-
  - オープニングテーマソング「夢飼い日和」-歌/西沢はぐみ
  - 白崎つぐみキャラクターソング「ナチュラルガーデン」
  - 桜庭玉藻キャラクターソング「さざなみ椿」
  - 御園千莉キャラクターソング「夜空のステアーズ」
  - 鈴木佳奈キャラクターソング「君だけのDay Star」
  - 小太刀凪キャラクターソング「みちて、ひいて」
  - 「Dear Smile-Tricolour Trio’s Ver.-」歌／望月真帆、芹沢水結、嬉野紗弓実
  - 「ストレイトシープ -Merry Quintet's Ver. 」歌／白崎つぐみ、桜庭玉藻、御園千莉、鈴木佳奈、小太刀凪
- PCゲーム『大図書館の羊飼い-Dreaming Sheep-』（2014年）
  - オープニングテーマ「Dreaming Sheep」-歌/中恵光城
  - エンディングテーマ
    - 「ひつじ雲の空に」-歌/中恵光城
    - 「サクラメント」-歌/西沢はぐみ
- PCゲーム『Making*Lovers』（2017年）
  - オープニングテーマ「Girls' Carnival」-歌/ユウカ
  - エンディングテーマ「Indigo Star」-歌/佐々木詩織
- PCゲーム『放課後シンデレラ2FD』（2023年）
  - オープニングテーマ「イッツトリックタイム!」-歌：夜白魔メア